# Euphorbia dhofarensis
Euphorbia dhofarensis är en törelväxtart som beskrevs av Susan Carter. Euphorbia dhofarensis ingår i släktet törlar, och familjen törelväxter.
Artens utbredningsområde är Oman. Inga underarter finns listade i Catalogue of Life.